# Куравский, Зиновий Васильевич
Зиновий Васильевич Куравский (укр. Зіновій Васильович Куравський; 28 августа 1944, с. Кулачин (ныне — в черте города Снятын), Станиславская область — 11 мая 2023) — советский и украинский партийный и государственный деятель, учёный-историк, дипломат. Первый секретарь Ивано-Франковского обкома КП Украины (1990—1991). Член ЦК КП Украины (1990—1991). Кандидат исторических наук (1978), профессор.

## Биография
Родился в крестьянской семье. С 1961 года — учитель физики Песниковской восьмилетней школе Млиновского района Ровенской области, учитель физики Потечковской восьмилетней школы Снятинского района Ивано-Франковской области.
В 1966 году окончил физико-математический факультет Ивано-Франковского педагогического института имени Стефаника, получил специальность учителя физики.
В 1966—1967 годах — служба в Советской армии. В 1967—1968 годах — заместитель директора, учитель физики Подвысоцкой средней школы Снятинского района Ивано-Франковской области.
В 1968—1971 годах — 1-й секретарь Снятинского районного комитета комсомола (ЛКСМУ) Ивано-Франковской области.
Член КПСС с 1969 года.
В 1971—1975 годах — секретарь, 1-й секретарь Ивано-Франковского областного комитета ЛКСМУ.
В 1975—1978 годах — аспирант Академии общественных наук при ЦК КПСС в Москве. Защитил диссертацию на соискание учёной степени кандидата исторических наук. Тема диссертации: «Роль рабочего класса СССР в восстановлении и развитии индустриально-технической базы сельского хозяйства в 1943—1950 гг».
В 1978—1988 годах — инструктор отдела пропаганды и агитации Ивано-Франковского областного комитета КПУ; заведующий отделом науки и учебных заведений Ивано-Франковского областного комитета КПУ; заведующий отделом пропаганды и агитации Ивано-Франковского областного комитета КПУ. С 1988 по февраль 1990 года — заведующий идеологического отдела Ивано-Франковского областного комитета КПУ.
С 9 февраля 1990 по август 1991 года — 1-й секретарь Ивано-Франковского областного комитета КПУ.
В 1991—1996 годах — сотрудник научно-производственной ассоциации «Надднестрянская» в городе Залещики Тернопольской области.
С 1996 года — на дипломатической работе: 2-й секретарь Консульского управления Министерства иностранных дел Украины. В 1996—1997 годах — 2-й секретарь (вице-консул) Посольства Украины в Республике Молдове. В 1997—2001 годах — генеральный консул Украины в городе Кракове (Республика Польша).
В 2001—2002 годах — заместитель начальника, начальник Консульского управления Департамента консульской службы Министерства иностранных дел Украины. В 2002—2006 годах — генеральный консул Украины в городе Гданьске (Республика Польша).
В 2006—2010 годах — доцент, профессор кафедры международных отношений Прикарпатского национального университета имени Василия Стефаника.
Потом — на пенсии в Ивано-Франковске. Председатель Ивано-Франковского отделения Всеукраинской общественной организации «Союз дипломатов Украины».
Скончался 11 мая 2023 года.

## Награды
- Юбилейная медаль «20 лет независимости Украины» (27 июня 2012 года)[3]
- Золотой Крест Заслуги (7 июля 2005 года, Польша)[4]
- ордена
- медали
- советник 1-го класса
- Чрезвычайный и Полномочный Посол 1-го класса